# Eric Krönmark
Eric Allan Krönmark, född 2 juni 1931 i Södra Vi församling i Kalmar län, död 12 januari 2024 i Södra Vi distrikt i Kalmar län, var en svensk lantbrukare, moderat politiker och ämbetsman.

## Biografi
Krönmark avlade realexamen i Vimmerby 1948, varpå han studerade vid Svalövs lantmannaskola 1948–1949. Han avlade reservofficersexamen vid Norra Smålands regemente 1953 och utnämndes till kapten i reserven 1968. Han var verksam som lantbrukare i Näfstad i Södra Vi församling. Han var förbundsordförande i Högerns ungdomsförbund 1965–1966 och var andre vice ordförande i Moderata samlingspartiet 1970–1981. Han var riksdagsledamot i andra kammaren 1965–1970 och i enkammarriksdagen 1971–1981, invald för Kalmar läns valkrets. Åren 1976–1978 och 1979–1981 var han försvarsminister. Krönmark var ansedd som en av de mer konservativa politikerna under sin tid i partitoppen och han reserverade sig till exempel mot att skriva in ordet "liberal" i det moderata idéprogrammet.[källa behövs]
Krönmark var landshövding i Kalmar län 1981–1996. Under hans tid som landshövding införlivades Lantbruksnämnden, Fiskenämnden och Länsbostadsnämnden i länsstyrelsen. Dessutom rustades Stångådalsbanan upp och fick genomgående persontrafik med Kustpilen mellan Kalmar och Linköping.[källa behövs] Krönmark var också civilbefälhavare i Södra civilområdet 1984–1996.
Eric Krönmark invaldes som ledamot av Kungliga Krigsvetenskapsakademien 1986.

### Utmärkelser
- Riddare av Vasaorden, 6 juni 1973.[6]